# Хронологија СФРЈ и СКЈ 1981.
| претходна целина: ◄ 1970—1979. |                              |
| Хронологија СФР Југославије и Савеза комуниста Југославије током 1980-их и почетком 1990-их 1980. 1981. 1982. 1983. 1984. 1985. 1986. 1987. 1988. 1989. 1990. 1991. 1992. | следећа целина: 1992—1995. ► |

Хронолошки преглед важнијих догађаја везаних за друштвено-политичка дешавања у Социјалистичкој Федеративној Републици Југославији (СФРЈ), деловање Савеза комуниста Југославије (СКЈ), као и општа политичка, друштвена и културна дешавања која су се догодила у току 1981. године.
| Јануар Фебруар Март Април Мај Јун Јул Август Септембар Октобар Новембар Децембар |

## Догађаји

### Јануар

#### 1. јануар
- У Београду, у Дому омладине одржана музичка манифестација „Поздрав из Загреба“, на којој су се београдској публици представљали загребачки рок састави, међу којима су били — Прљаво казалиште, Филм, Хаустор и др. (манифестација „Поздрав из Београда“ одржана је 16. фебруара у Загребу).

#### 13. јануар
- У Београду отпуштено седморо професора Филозофског факултета — Михаило Марковић, Љубомир Тадић, Миладин Животић, Загорка Голубовић, Драгољуб Мићуновић, Светозар Стојановић и Небојша Попов. Они су још јануара 1975, одлуком Скупштине СР Србије, искључени из наставног колектива и „стављени на располагање“, чиме им је било онемогућено предавање. Убрзо после отпуштања са Београдског универзитета, они су запослени у Центру за филозофију и друштвену теорију при Институту друштвених наука (данас Институт за филозофију и друштвену теорију).

#### 19. јануар
- У Београду умро Вукић Мићовић (1896—1981), хемичар, професор и декан (1949—52) Природно-математичког факултета у Београду, ректор (1952—54) Београдског универзитета и члан Српске академије наука и уметности (САНУ).

#### 25. јануар
- У посети Народној Социјалистичкој Републици Албанији боравила делегација Социјалистичке Аутономне Покрајине Косово, коју је предводио потпредседник Покрајинског Извршног већа Риза Сапунџију. У посети је боравила и делегација Академија наука и уметности Косова, а током разговора са званичницима Албаније договорен је висок ниво културне сарадње између Косова и Албаније, који је прекинут након немира на Косову, у марту и априлу.

### Фебруар

#### 1. фебруар
- Међународни монетарни фонд (ММФ) одобрио СФР Југославији стенд-бај кредит од 2,2 милијарде долара у три годишње рате, намењен превазилажењу економских проблема.

#### 16. фебруар
- У Загребу одржана музичка манифестација „Поздрав из Београда“ на којој су се загребачкој публици представљали београдски рок састави, међу којима су били — Рибља чорба, Пилоти, Рок машина и др. (манифестација „Поздрав из Загреба“ одржана је 1. јануара у Београду).

#### 17. фебруар
- У Загребу, од 17. до 20. фебруара, пред Окружним судом одржано суђење историчару и бившем генерал-мајору ЈНА Фрањи Туђману. Због интервјуа шведској и немачкој телевизији, као и француском радију, у којима је „критиковао и неистинито приказао друштвено-политичке прилике у земљи“, као и „положај хрватског народа“, осуђен је на три године затвора. Туђман је 1972. због сличних дела осуђен на две године затвора, али је после одлежаних девет месеци пуштен. Затворску казну од три године из 1981. није одлежао до краја јер је у фебруару 1983, због лошег здравља пуштен на лечење. Маја 1984. вратио се на издржавање казне, али је септембра исте године поново пуштен на лечење, да би касније био ослобођен даљег служења казне.

#### 26. фебруар
- У Београду одржана 17 седница Централног комитета Савеза комуниста Југославије (ЦК СКЈ) на коме се расправљало о питањима одбране.

| Јануар Фебруар Март Април Мај Јун Јул Август Септембар Октобар Новембар Децембар |

### Март

#### 11. март
- У Приштини, у мензи Студентског центра дошло до незадовољства студената Приштинског универзитета, који су претворени у демонстрације. После разбијања студентске мензе, група студената-демонстраната, њих око 200 се Улицом маршала Тита упутила према центру града и згради Покрајинског комитета Савеза комуниста Косова, где су протестовали извикујући пароле „социјалног садржаја“. Током протеста у студентском центру се окупило 1.500 студената, који су насели на лажну вест да су „студенти који су протестовали испред зграде Покрајинског комитета нападнути од милиције и ухапшени“ и кренули њима у помоћ. Код зграде Албанолошког института, сукобили су се са припадницима милиције, који су потом блокирали круг Студентског центра и онемогућили излазак нових демонстраната на улицу. Ово је изазвало револт других студената, па се у кругу студентског центра окупило око 4.000 студената који су уз логорске ватре певали националистичке песме и клицали албанском председнику Енверу Хоџи. Око 2 часа после поноћи, припадници милиције су уз помоћ сузавца успели да растерају студенте и смире ситуацију. Током демонстрација, у сукобу са студентима-демонстрантима рањено је 26 припадника милиције.

#### 12. март
- У Приштини одржана заједничка седница Председништва Покрајинског комитета Савеза комуниста Косова и Председништва Социјалистичке Аутономне Покрајине Косова, на којој је расправљано о студентским демонстрацијама. Иако је неколико учесника седнице отворено говорило о националистичком и непријатељском карактеру демонстрација, на иницијативу председника Председништва ПК СК Косова Махмута Бакалија и председника Председништва САП Косова Џавида Ниманија, демонстрација су оцењене као „социјални немири“. Оваква оцена партијског и државног руководства Косова онемогућила је припаднике милиције да ухапсе око 100 лица, који су били индентификовани као организатори демонстрација.

#### 16. март
- У манастиру Пећка патријаршија, код Пећи избио пожар у конаку манастира, у коме је у тренутку пожара спавало 30 људи. Пожар је подметнут на три места у поткровљу, на растојању од по 10 метара. Иако је изгорео цео конак, жртава није било.

#### 25. март
- У Призрену избиле мање демонстрације које је предводило око тридесетак ученика и студената албанске националности. Они су најпре демонстрирали у заједничком дворишту Више педагошке школе и Педагошке академије, а потом у дворишту гимназије и медицинске школе, у нади да ће им се придружити неко од ученика. Брзом интервенцијом припадника милиције, демонстрације су разбијене.

#### 26. март
- У Приштини, у Студентском центру, група студената албанске националности блокирала улазе у сва три студентска дома и на тај начин онемогућила улазак/излазак осталих студената, приморавајући их да се одазову на заказани збор. За то време група студената водила је разговоре са представницима града и Универзитета, око побољшања услова живота студената. Када је студентска делегација иступила са отвореним политичким захтевима, разговори су прекинути, а студенти-демонстранти њих око 400 изашло је на улицу. Пошто је тог дана у Приштину стизала Штафета младости, демонстранти су хтели да продру у центар града и онемогуће њен долазак. Брзом и ефикасном акцијом милиције, демонстранти су онемогућени у овој намери. У сукобима су повређена 32 демонстранта и 16 милиционера, док је 49 демонстраната ухапшено.
- У Приштину стигла Штафета младости, коју је у центру града дочекало око 40.000 грађана Приштине и околине. Штафета је преноћила у Омладинском дому „Боро и Рамиз“, а сутрадан је свечано испраћена.

#### 27. март
- У Приштини одржана седница Комитета за општенародну одбрану и друштвену самозаштиту САП Косова, на којој су разматрани протекли догађаји и на којој су демонстрације од 26. марта означене као „националистичке“ и „непријатељске“. Излагање Аслана Фазлије, које је објављено у штампи било је прва информација широј јавности о демонстрацијама.

#### 30. март
- Део студената албанске националности, ступио у бојкотовање наставе на Економском, Правном и Природноматематичком факултету Универзитета у Приштини, због хапшења студената у демонстрацијама од 26. марта.

#### 31. март
- Савезни завод за статистику објавио резултате пописа становништва у СФРЈ према коме је у Југославији живело 22.424.711 становника, од чега у СР Босни и Херцеговини — 4.124.256 (18.4%), СР Македонији — 1.909.136 (8.5%), СР Словенији — 1.891.864 (8.4%), СР Србији (са покрајинама) — 9.313.676 (41.5%), СР Хрватској — 4.601.469( (20,5%) и СР Црној Гори — 584.310 (2,6%).
- У Обилићу, код Приштине избиле демонстрације. Најпре су ученици Средњошколског центра, предвођени наставницима, изашли на улице узвикујући сепаратистичке пароле, а потом им се придружила и једна група радника.

| Јануар Фебруар Март Април Мај Јун Јул Август Септембар Октобар Новембар Децембар |

### Април

#### 1. април
- У Подујеву се око 200 ученика Средњошколског центра албанске националности одлучило на бојкотовање наставе. После неколико сати убеђивања да се врате на наставу, група ученика се упутила ка центру Подујева, где су узвикивали непријатељске пароле и каменовали излоге продавница. Око 13 часова демонстранти су растерани акцијом милиције, али пошто су припадници милиције били малобројни, после извесног времена демонстранти су се поново окупили у центру града. Када је милицији стигло појачање, демонстрације су разбијене а у току ове акције - повређен је један милиционер и неколико демонстраната, од чега тројица теже.

- У Приштини, на вест о разбијању демонстрација у Подујеву, у Студентском центру почео да се окупља велики број студената албанске националности. Почетак протеста био је у Пољопривредној и Економској школи одакле је стотињак ученика, којима се придружио и један број студената Пољопривредног факултета кренуо према центру града, успут узвикујући „Косово република“. Ови демонстранти су били растерани у при првом сусрету са милицијом, али им се касније придружио и један број радника са оближњих грађевина. Број демонстраната се стално повећавао, тако да се између хотела „Божур“ и „Гранд“ окупило око четири хиљаде људи. Како су се приближавали згради Покрајинског комитета демонстранти су почели да разбијају излоге радњи (поготово оних из Београда и других градова Србије) и преврћу аутомобиле. Када су сукобили са припадницима милиције, организатори демонстрација су на чело демонстрација као својеврсни „штит“ истурили децу од 7 до 12 година, као и неколико Титових слика. Пуна три сата демонстранти су узвикивали непријатељске пароле — „Живео Адем Демаћи“, „Хоћемо републику“, „Косово република“ и др. Потом су се демонстранти упутили на неколико главних пунктова — зграде Покрајинског комитета, Председништва и Извршног већа, радија, телевизије, редакције „Рилиндје“ и др. Припадници милиције су тада, успели да растерају демонстранте. Иако милиционери нису користили ватрено оружје, двојица демонстраната су била убијена (каснија истрага није успела да утврди одакле је пуцано). Један група демонстраната, предвођена Руждијем Хајдинијем кренула је према Подујеву, успут пресрећући власнике возила и камиона. Овој групи се придружила и група из села Бесије, која је била наоружана са оружјем опљачканим из једног милицијског камиона.
- Пред поноћ јединице Југословенске народне армије су изашле на улице Приштине и не наилазећи на било какав отпор преузеле заштиту јавних зграда и других објеката. То је исто учињено и у Подујеву и Урошевцу, где је током дана такође било демонстрација и сукоба са припадницима милиције.

#### 2. април
- У Приштини од раних јутарњих часова настављене демонстрације. Најпре су се испред аутобуске станице окупили радници албанске националности грађевинских предузећа „Рамиз Садику“ и „Косово“. Они су се потом упутили ка центру града, где су им се придружили радници још неколико предузећа, као у ученици и студенти. Да би психолошки утицао на демонстранте, Комитет за општенародну одбрану је издао наредбу да кроз град прођу тенкови. Ово је додатно изазвало демонстранте који на све начине покушавају да се домогну центра града. Ка Приштини се упућују демонстранти из Подујева и Обилића, али се на путу сукобљавају са припадницима милиције. Демонстранти из Обилића успевају да пробију блокаду и дођу до Приштине. Најжешћи сукоби милиције и демонстраната одвијају се између зграде Окружног суда и зграде Скупштине општине Приштина. Потом им се придружују и демонстранти из Подујева и покушавају да се пробију до зграде Извршног већа. Око 20 часова успешном акцијом припадника милиције разбијене су три велике групе демонстраната, али у другим деловима града опстају мање групе демонстраната.
- Талас демонстрација захватио више градова широм САП Косово - Подујево, Вучитрн, Липљан и Глоговац. Мањи немири су били и у Ђаковици и Гњилану. У Подујеву су демонстранти, пружали отпор милицији из ватреног оружја, а упали су и у 34 куће у којима су живеле породице српске и црногорске националности. Интервенцијом припадника милиције, који су добили појачање из Приштине и Куршумлије, ситуација је стављена под контролу. Током демонстрација широм Косова су ширене лажне вести - о терору „српске милиције над Албанцима“, како се у „Приштини тенковима газе албанска деца“, како милиција у Косовској Митровици са моста у Ибар баца алабанску децу и сл. Током демонстрација 1. и 2. априла, које су захватиле укупно 10 од 22 општине САП Косова погинуло је 9 лица - осам демонстраната и један милиционер. Повређено је 75 грађана, од чега њих 55 ватреним оружјем, као и 127 припадника милиције, од чега тројица теже.
- У Приштини одржана заједничка седница Председништва САП Косова и Председништва Покрајинског комитета СК Косова, на којој су осуђене непријатељске демонстрације у Приштини и Подујеву од 1. априла.
- У Београду одржана заједничка седница Председништва СР Србије и Председништва ЦК СК Србије на којој је констатовано да демонстрације на Косову од 1. априла представљају „организовану активност усмерену против уставног поретка“ и да имају за циљ дестабилизацију САП Косова, СР Србије и СФРЈ.
- У Београду, у вечерњим сатима одржана заједничка седница Председништва СФРЈ и Председништва ЦК СКЈ на којој су се сагласили са оценама донетим на седницама Председништва САП Косова и Председништва ПК СК Косова и Председништва СР Србије и Председништва ЦК СК Србије о демонстрацијама на Косову од 1. априла. На истој седници донета је одлука о проглашењу кризне ситуације у САП Косово и ванредног стања на подручју општине Приштина, као и одлука о завођењу мера приправности (ванредно стање касније проширено на читаво подручје САП Косова и укинуто је тек 1. јула). У складу са овом одлуком покрајински секретар за унутрашње послове Мустафа Сефедини је издао наредбу о забрани кретања у већем броју на јавним местима. Такође проглашен је престанак наставе у свим школама и факултетима у Приштини, а касније је ова мера примењена и на друге општине. Истог дана органима унутрашњих послова САП Косова је упућен Здружени одред милиције Савезног секретаријата за унутрашње послове, који су сачињавали милиционери из свих република.

#### 3. април
- Игноришући наредбу о ванредном стању, албански националисти и иредентисти организовали нове демонстрације у Урошевцу, Витини, Вучитрну и Косовској Митровици, које су акцијом припадника милиције биле заустављене без већих инцидената.
- У Приштини Фадиљ Хоџа, члан Председништва СФРЈ и Председништва ЦК СКЈ водио разговоре са политичким активом Приштине, у коме је оценио карактер и суштину демонстрација на Косову.

#### 4. април
- У Даблину (Ирска) одржано финално вече такмичења „Песма Евровизије ‘81“. На такмичењу је је победила група „Бакс физ“ из Уједињеног Краљевства, а представник Југославије (Сеид Мемић Вајта са песмом „Лејла“) освојио је петнаесто место (ово је било прво учешће Југославије на Песми Евровизије после 1976. године).

#### 10. април
- У Београду одржана 13 седница Централног комитета СК Србије, која је била посвећена догађајима на Косову од 11. и 26. марта, као и од 1. и 2. априла.

#### 12. април
- У Приштини одржана проширена седница Председништва Покрајинске конференције Социјалистичког Савеза радног народа Косова на којој је члан Председништва ПК ССРН Косова Азем Власи изнео јавности и прве прецизне податке о жртвама нереда од 1. до 3. априла у овој покрајини. На седници је такође осуђен покушај албанских националиста да читав „албански народ на Косову конфронтирају са другим народима и народностима“ у Југославији.

#### 13. април
- У Приштини одржана проширена седница Председништва Већа Савеза синдиката Косова на којој је њен председник Рамо Алихајдари осудио учешће појединих радника из Приштине, Вучитрна, Подујева, Косовске Митровице и Урошевца у иредентистичким демонстрацијама од 1. до 3. априла.

#### 15. април
- У Приштини одржана заједничка седница Председништва САП Косова и Председништва ПК СК Косова, којој су присуствовали и председници оба председништва - Џавид Нимани и Махмут Бакали. На овој седници је осуђено да су „контрареволуционарне снаге у земљи“ имале подршку „контрареволуционарних снага ван земље“. Такође на седници је најоштрије осуђено писање листа „Глас народа“ (алб. Zëri i Popullit), иначе листа Централног комитета Партије рада Албаније, који се током иредентистичких демонстрација на Косову ставио на страну „најреакционарнијих снага“ међу албанским националистима на Косову.

#### 16. април
- У Београду умро Димитрије Савић (1898—1981), инжењер машинства, професор Машинског факултета у Београду и члан Српске академије наука и уметности (САНУ). Био је почасни доктор Универзитета у Београду (1972) и добитник Седмојуслке награде.

#### 17. април
- У Приштини председник Председништва ПК СК Косова Махмут Бакали организовао конференцију за штампу, на којој се окупио велики број страних новинара (на питање новинара да ли ће се повући са функције због демонстрација одговорио је негативно).

#### 20. април
- Почео рад свих факултета Приштинског универзитета, који је био затворен од 2. априла.

#### 21. април
- У Нишу одржана Конференција јавних тужиоца Југославије на којој је су затражене оштрије мере против „националиста, шовиниста, иредентиста, анархолиберала, екстремних левичара и информбироваца“.

#### 24. април
- У Загребу ухапшен др Марко Веселица, бивши друштвено-политички радник СР Хрватске и један од вођа Хрватског пролећа (1971), због слања писама хрватском емигрантском листу „Нова Хрватска“ (почетком маја му је почело суђење, а 9. септембра је био осуђен на једанаест година затвора).

#### 28. април
- У Београду одржана заједничка седница Председништва СР Србије и Председништва ЦК СК Србије, на којој се расправљало о проблемима у односима Републике са Покрајинама. Посебно је анализирана ситуација у САП Косово и осуђен албански национализам.

#### 29. април
- У Београду одржана заједничка седница Председништва СФРЈ и Савезног савета за заштиту уставног поретка, на којој се говорило о догађајима у САП Косово. На седници је албански национализам означен као „узрок нестабилности у Покрајини“, док је интервенција државних органа означена као „демонстрација снаге и одлучности у заштити уставног поретка“. Такође је на седници осуђена и политика и пропаганда НСР Албаније у вези догађаја на Косову и означена као „извор националистичке еуфорије“.

- У току ноћи 29/30. априла у селу Бресје, код Косова Поља непознати нападачи оскрнавили српско гробље у овом селу, порушивши неколико споменика.

#### у току априла
- У медијима избила афера „Меденица“ у вези лажних рачуна за лечење на Универзитетској клиници у Женеви. Главни учесник ове афере је био лекар др Рајко Меденица (1939—1997), по коме је и добила назив. Непосредно пред избијање ове афере доктор Меденица је био проглашен за експерта Светске здравствене организације, за области онкологије и хематологије. После избијања афере он је из Женеве прешао у САД, а у Југославији је био у одсуству осуђен на 20 година затвора, али је касније ослобођен.
- Издавачко предузеће „Просвета“ објавило збирку песама „Вунена времена“ књижевника Гојка Ђога (ова збирка песмама је убрзо била забрањена и повучена из продаје, због шест песама у којима су пронађене алузије на лик и дело Јосипа Броза Тита, а Ђого је био ухапшен 29. маја).

| Јануар Фебруар Март Април Мај Јун Јул Август Септембар Октобар Новембар Децембар |

### Мај

#### 5. мај
- У Приштини одржана Покрајинска конференција Савеза комуниста Косова. На седници су осуђени догађаји од 11. и 16. марта, као и догађаји од 1. до 3. априла, као и опширно анализирана одговорност друштвено-политичких организација на Косову у току демонстрација. На крају седнице је Махмут Бакали поднео оставку на положај председника ПК СК Косова, што је Покрајински комитет усвојио. Потом је усвојена донета одлука да мандат председника Покрајинског комитета траје годину дана и за новог председника изабран Вели Дева (у периоду до краја јуна из Савеза комуниста Косова је искључено око 400 чланова, сам Бакали је био кажњен последњом опоменом, а из Савеза комуниста искључен је тек 1983. године).

#### 6. мај
- У Београду одржана 14 седница Централног комитета СК Србије, која је се расправљало о стању у САП Косово, после мартовских и априлских демонстрација. Најоштрије је осуђена појава високог степена национализма, бруталности, мржње, фанатизма и продора национализма у образовни систем. Шири реферат о стању на Косову поднео је председник ЦК СК Србије Тихомир Влашкалић, а Дража Марковић председник Савезне скупштине је говорио о све већем проблему исељавања Срба и Црногораца (ово је било једно од првих јавних иступања о овом проблему). На седници је такође усвојена оставка Махмута Бакалија на чланство у ЦК СК Србије.

#### 7. мај
- Одржана 20 седница Централног комитета Савеза комуниста Југославије (ЦК СКЈ), која је била посвећена „непријатељским и контрареволуционарним“ догађајима на Косову, током марта и априла. Уводни реферат о стању на Косову поднео је председник Председништва ЦК СКЈ Лазар Мојсов у коме је вође демонстрација окарактерисао као „инострану агентуру“. Поред Мојсова, опширнија излагања о ситуацији на Косову, као и односу са НСР Албанијом изнели су - Добривоје Видић, Петар Стамболић, генерал Дане Ћуић, Милош Минић и др.

#### 12. мај
- У Титограду умро Владимир Поповић (1935—1981), познати југословенски филмски глумац.

#### 13. мај
- У селу Доње Преказе, код Србице, на Дан безбедности (празник припадника служби безбедности) вођен једанаесточасовни оружани обрачун између специјалних јединица милиције и наоружаних одметника предвођених Тахиром Мехом, који су се забарикадирали у својој кули и пружали отпор. У борбама је погинуло четворо, а рањено троје људи. Међу погинулима су били Тахир Мехај (1943—1981) и његов отац Недих Мехај (1910—1981).
- У Приштини у студентском домовима избили мањи студентски немири. Убрзо потом су смењени сви управници студентских домова.

#### 14. мај
- Савезни секретаријат за иностране послове СФРЈ уручило амбасадору НСР Албаније у Београду, протестну ноту упућену Већу министара Народне Социјалистичке Републике Албаније у којој је указано на непријатељске ставове Албаније према СФРЈ, поводом догађаја на Косову током марта и априла, као и писање албанске штампе о њима.

#### 15. мај
- У складу са Уставом СФРЈ, функцију председника Председништва СФРЈ преузео Сергеј Крајгер, дотадашњи потпредседник Председништва СФРЈ и делегат Социјалистичке Републике Словеније у Председништву Социјалистичке Федеративне Републике Југославије. Функцију потпредседника Председништва СФРЈ преузео је Петар Стамболић, дотадашњи члан Председништва из Социјалистичке Републике Србије.

#### 19. мај
- Одлуком Извршног већа и Скупштине САП Косова прекинут је рад свих виших школа и факултета на Косову, десет дана пре завршетка летњег семестра. Сви студентски домови и мензе су били затворени, а студенти исељени. Наредних дана су биле најављиване реформе на Универзитету - смањивање студената за 10%, као и отпуштање неких предавача.

#### 20. мај
- У Загребу Окружни суд осудио Доброслава Парагу, студента права на четири године затвора, због повезивања са хрватском усташком емиграцијом и прикупљања потписа за петицију о амнестији политичких затвореника и укидање члана 133. Кривичног закона СФРЈ, по коме су суђени „политички затвореници“ (потписе је почео да сакупља током октобра, а ухапшен је 18. новембра 1980. године).

#### 23. мај
- У Приштини одржана Покрајинска конференција Савеза комуниста Косова на којој је усвојен „Акциони програм деловања Савеза комуниста Косова у борби против непријатељских и контрареволуционарних снага и на стабилизацији политичког стања у Покрајини“.

#### 24. мај
- У Тирани непознати нападач бацио две експлозивне направе, које су експлодирале у дворишту амбасаде СФРЈ, што је изазвало мању материјалну штету на згради амбасаде. Ово је изазвало прекид културних веза између НСР Албаније и САП Косова (ове везе су биле успостављене почетком године, приликом посете делегације Косова Албанији)

#### 25. мај
- Свечаном приредбом тзв. „слетом“, под називом „И после Тита — Тито“, на стадиону „ЈНА“ у Београду прослављен Дан младости и 89-а годишњица рођења Јосипа Броза Тита. Овогодишњу штафету, која је пошла из Титограда, у име Председништва Савеза социјалистичке омладине Југославије је примио његов председник Миодраг Вуковић

#### 29. мај
- Ухапшен књижевник Гојко Ђого, који је био осумњичен за кривично дело „непријатељске пропаганде“, јер је у збирци песама „Вунена времена“ (објављена крајем априла у издању „Просвете“) шест песама имало алузије на лик и дело покојног председника СФРЈ Јосипа Броза Тита. Убрзо му је почетком јула било одржано суђење пред Окружним судом у Београду, на коме је био осуђен на две године затвора. Врховни суд СР Србије је 16. фебруара 1982. године ову пресуду преиначио у кривично дело „повреде угледа СФРЈ“ извршено са четири песме и казну му смањио на годину дана затвора. Ова казна је била потврђена 9. јула 1982. године одлуком Савезног суда, а Ђого је 28. марта 1983. године упућен на издржавање казне у затвор у Падинској Скели. После издржаних четири месеца, због лошег здравственог стања, био је пуштен и ослобођен даљег издржавања казне.

#### 31. мај
- У Приштини одржана Покрајинска конференција Социјалистичког савеза радног народа Косова на којој је за новог председника Председништва ССРН Косова изабран Азем Власи, дотадашњи члан овог Председништва.

| Јануар Фебруар Март Април Мај Јун Јул Август Септембар Октобар Новембар Децембар |

### Јун

#### 3. јун
- У Приштини одржана седница Скупштине САП Косова на којој је извршена темељна анализа догађаја из марта и априла, као и предузетих мера на сузбијању непријатељске делатности. На седници је упућена оштра критика Универзитету у Приштини, као и неким другим институцијама. Одлуком Скупштине смењено је троје чланова Извршног већа Скупштине САП Косова - Бајазит Нуши, члан Извршног већа; Мустафа Сефедини, покрајински секретар за унутрашње послове и Имер Јака, покрајински секретар за образовање, науку и културу (на њихова места именовани су - Мехмед Малићи, секретар унутрашњих послова и Сали Нуши, секретар за образовање). На седници је такође смењен и ректор Универзитета у Приштини проф. др. Газменд Зајми.

#### 5. јун
- Окружни суд у Загребу осудио Владу Готовца, новинара, политичког дисидента и једног од вођа Хрватског пролећа на две године затвора због интервјуа Шведској телевизији (који је дао 1977. године). Године 1972, је као уредник листа „Хрватски тједник“, у време Хрватског пролећа био осуђен на четири године затвора.

#### 9. јун
- У Београду одржана седница Скупштине Социјалистичке Федеративне Републике Југославије на којој је вођена расправа о стању у САП Косово. Уводне речи на овој седници имали су - Фрањо Херљевић, савезни секретар за унутрашње послове који је говорио о „безбедносно-политичкој ситуацији“ и Милорад Пешић, заменик савезног секретара за иностране послове који је говорио о „односима са Албанијом“.

#### 16. јун
- У Београду од 16. до 18. јуна одржан Трећи конгрес самоуправљача.

#### 23. јун
- У Београду умро проф. др Младен Јосифовић (1897—1981), професор и декан (1944—45, 1947—49 и 1952—54) Пољоприведно-шумарског факултета у Београду, први председник Друштва за заштиту биља (1954—56), директор Института за заштиту биља (1956—64), редовни члан Српске академије наука и уметности (САНУ) и дописни члан Југословенске академије знаности и умјетности (ЈАЗУ). Добитник Седмојулске награде (1967) и Октобарске награде града Београда (1970). Сахрањен је у Алеји заслужних грађана на Новом гробљу у Београду.

#### 24. јун
- На брду Црница, у близини села Међугорја, код Читлука шесторо деце наводно видело указање Девице Марије. Ово је изазвало затегнуте односе између Католичке цркве и државе, која је пропагирала атеизам. Главни пропагатор указања „госпе из Међугорја“ фратар Јозо Зовко био је ухапшен и у октобру осуђен на три године затвора. Иако врховне власти Католичке цркве никада званично нису потврдиле наводна указања Девице Марије у Међугорју, оно је временом постало туристичка дестинација, коју посети око милион католичких верника из читавог света.
- У Београду умро проф. др Милорад Бертолино (1929—1981) математичар, професор и декан Природно-математичког факултета у Београду и друштвено-политички радник СР Србије. Сахрањен је у Алеји заслужних грађана на Новом гробљу у Београду.

| Јануар Фебруар Март Април Мај Јун Јул Август Септембар Октобар Новембар Децембар |

### Јул

#### 3. јул
- Скупштина СФРЈ изгласале амандмане I-VIII на Устав СФРЈ, чиме су уређења овлашћења колективног руководства, уведен четворогодишњи мандат за председника Савезног извршног већа (СИВ), са могућношћу гласања о поверењу.

#### 10. јул
- У Београду умро Богдан Вујошевић (1912—1981), учесник Народноослободилачке борбе и генерал-потпуковник ЈНА. Поред активности у ЈНА од 1952. до 1956. године је обављао дужност председника Фудбалског клуба „Партизан“. Носилац је Партизанске споменице 1941. и Ордена народног хероја.

#### 14. јул
- У Бриселу, рањен југословенски дипломата Благоја Анакиоски и још један Југословен. На њих пуцале непознате особа, али се сумњало на албанске сепаратисте.

#### 16. јул
- У Београду умрла Неда Спасојевић (1941—1981), позната југословенска филмска и позоришна глумица.

#### 17. јул
- У Приштини Џавид Нимани поднео оставку на функцију председника Председништва Социјалистичке Аутономне Покрајине Косово. За новог председника Председништва САП Косова изабран је 5. августа Али Шукрија.

#### 18—29. јул
- У римском амфитеатру у Пули одржан XXVIII „Фестивал југословенског филма“, током којег је приказано 26 домаћих филмова. Одлуком жирија за најбољи филм проглашен је филм „Пад Италије“, редитеља Лордана Зафрановића. Награду „Златну арену“ добили су: Абдулах Синадран за сценарио филма „Сјећаш ли се Доли Бел“; Мира Бањац за женску улогу у филму „Широко је лишће“; Драган Николић за мушку улогу у филму „Бановић Страхиња“; Томислав Пинтер за сниматељски рад у филму „Само једном се љуби“; Алфи Кабиљо за музику у филму „Бановић Страхиња“; Властимир Гаврик за сценографију у филму „Црвениот коњ“; Младен Пребил за тон у филму „Високи напон“; Весна Лажета за монтажу филма „Високи напон“; Шукрија Шакрић и Берта Меглич за маску у филму „Газија“.

| Јануар Фебруар Март Април Мај Јун Јул Август Септембар Октобар Новембар Децембар |

### Август

#### 10. август
- У Рибарској Бањи, код Крушевца умро Вукашин Вуле Јевтић (1913—1981), познати певач и композитор српске народне музике.

#### 12. август
- У Љубљани умро др Алеш Беблер (1907—1981), учесник Шпанског грађанског рата и Народноослободилачке борбе, друштвено-политички радник СР Словеније и СФР Југославије. Био је амбасадор Југославије у неколико земаља, председник Удружења шпанских бораца Југославије и члан Председништва Савезног СУБНОР-а. Носилац Партизанске споменице 1941. и Ордена народног хероја, као и француског ордена Легије части и шпанског Ордена Републике.

#### 14. август
- У Београду умро Стеван Дороњски (1919—1981), учесник Народноослободилачке борбе, друштвено-политички радник САП Војводине и СФР Југославије. Био је члан Председништва СФРЈ и председник Председништва СКЈ од 4. маја до 20. октобра 1980. године. Носилац Партизанске споменице 1941. и Ордена јунака социјалистичког рада. Сахрањен је у Новом Саду. На месту члана Председништва СФРЈ из САП Војводине заменио га је Радован Влајковић тадашњи председник Председништва САП Војводине.

#### у току августа
- На Летњој позорници Нишке тврђаве у Нишу одржан XVI Фестивал глумачких остварења „Филмски сусрети“, на ком је установљена награда „Славица“ (данас награда „Павле Вуисић“) за животно дело, коју је добио глумац Драгомир Фелба. Добитници награде Глумачки пар године „Она и он“, одлуком читалаца листа „ТВ Новости“, ове године су били Здравка Крстуловић и Младен Барбић, за улоге Виолете и Пегуле у тв серији „Вело мисто“.

| Јануар Фебруар Март Април Мај Јун Јул Август Септембар Октобар Новембар Децембар |

### Септембар

#### 3. септембар
- У Београду умрла Зорица Шумадинац (1946—1981), позната југословенска филмска и позоришна глумица.

#### 9. септембар
- У Загребу Окружни суд осудио др Марка Веселицу, бившег друштвено-политичког радника СР Хрватске и једног од вођа Хрватског пролећа (1971), на једанаест година затвора због повезивања са хрватском усташком емиграцијом и кривог информисања иностране јавности о политичком стању у СФРЈ. Суђење Марку Веселици почело је 5. маја, а оптужени је 29. маја ступио у штрајк глађу, због чега је суђење услед његовог лошег стања прекинуто 22. јуна.

#### 12. септембар
- У Венецији одржано финално вече 38-ог венецијанског филмског фестивала, на коме учествовали и југословенски филмови - „Сјећаш ли се Доли Бел“, редитеља Емира Кустурице и „Пад Италије“, редитеља Лордана Зафрановића. Редитељ Емир Кустурица је за филм „Сјећаш ли се Доли Бел“ добио је награду „Сребрни лав“ за најбољи дебитантски филм.
- У Београду умро Стојан Павловић (1905—1981), геолог, професор Природно-математичког и Рударског факултета у Београду, члан Српске академије наука и уметности. Био је почасни доктор Универзитета у Братислави (1969) и добитник Награде владе ФНРЈ (1948) и Седмојулске награде (1974).

### Октобар

#### 10. октобар
- На иницијативу Општинске конференције Социјалистичког савеза радног народа (ССРН), коју је подржала и Републичка конференција ССРН Словеније, град Велење је преименован у Титово Велење (овај назив град је носио до 17. јула 1990).

#### 20. октобар
- У складу са Статутом СКЈ, функцију председника Председништва ЦК СКЈ преузео Душан Драгосавац, делегат Савеза комуниста Хрватске у Председништву Централног комитета Савеза комуниста Југославије.

#### 22. октобар
- У Мостару Окружни суд осудио на 3 и по године затвора фратра Јозу Зовка, главног пропагатора „госпе из Међугорја“. Он је био ухапшен 17. августа под оптужбом за навођење деце којима се „указала“ Госпа, ширење националистичке пропаганде и мржње. Савезни суд у Београду је касније одбацио део оптужнице и смањио му казну на годину и по дана затвора, па је почетком 1983. године пуштен на слободу.

#### 24. октобар
- У Београду умро проф. др Војислав Даниловић (1910—1981), лекар-интерниста, професор и декан (1964-1967) Медицинског факултета у Београду и члан Српске академије наука и уметности (САНУ). Добитник Седмојулске награде (1979).

### Новембар

#### 1. новембар
- У Тирани од 1. до 8. новембра одржан Осми конгрес Партије рада Албаније на коме је Енвер Хоџа пружио јаку подршку албанским сепаратистима и заузео веома оштар став у осуди југословенске политике према албанској мањини у СФР Југославији.

#### 17. новембар
- Одржана 22. седница Централног комитета Савеза комуниста Југославије (ЦК СКЈ), која је била посвећена стању у САП Косово. На седници је усвојена „Платформа Савеза комуниста Југославије за акцију организованих социјалистичких снага на даљем учвршћивању и развоју социјалистичког самоуправљања, братства и јединства и заједништва на Косову“, која је била припремљена у сарадњи са Председништвом ЦК СК Србије и са Председништвом ПК СК Косова. У овој платформи је осуђена идеја стварања „Велике Албаније“ и донет програм санације постојеће политичке ситуације на Косову непосредним политичким, економским и културним повезивањем Косова са СР Србијом и другим републикама СФРЈ. Такође платформа је садржала и мере за спречавање исељавања Срба и Црногораца са Косова.

#### 22. новембар
- У Београду умро Милан Кашанин (1895—1981), књижевник и историчар уметности и први директор Галерије фресака (1953-1961).

### Децембар

#### 2. децембар
- У Београду умро др Хуго Клајн (1894—1981), лекар, позоришни редитељ и професор Позоришне академије. Добитник Седмојулске награде.

#### 29. децембар
- У Загребу умро Мирослав Крлежа (1893—1981), књижевник и енциклопедиста, оснивач Југословенског лексикографског завода, члан Југословенска академије знаности и уметности (ЈАЗУ), Српске академије наука и уметности (САНУ), Словеначке академије знаности и уметности (САЗУ) и Академије наука и уметности Босне и Херцеговине (АНУБиХ). Носилац Ордена јунака социјалистичког рада, добитник Награде Владимир Назор (1962), НИН-ове награде(1962), Награде АВНОЈ-а (1966), Његошеве награде (1966) и Стеријине награде (1973). Сахрањен је на гробљу Мирогој у Загребу.

| Јануар Фебруар Март Април Мај Јун Јул Август Септембар Октобар Новембар Децембар |